# Eutelsat 31A
Eutelsat 31A, anciennement e-Bird, Eurobird 3 et Eutelsat 33A, est un satellite de télécommunications appartenant à l'opérateur Eutelsat. Situé depuis 2014 à 31° est (33° est auparavant), il diffuse des chaînes de télévision, des radios ainsi que d'autres données numériques. Il est utilisé principalement pour des transmissions professionnelles.
Construit par Boeing Satellite Systems sur une plateforme Boeing 376 HP, il est équipé de 22 transpondeurs en bande Ku, dont 20 peuvent être utilisés simultanément, diffusant sur l'Europe et la Turquie.
Appelé alors e-Bird, il a été lancé le 27 septembre 2003 à 23h14 TU, 01:14 le 28 septembre heure de Paris, par une fusée Ariane 5 (vol 162) depuis le port spatial de Kourou avec le satellite de télécommunications indien Insat 3E. Il avait une masse au lancement de 1 525 kg. Sa durée de vie estimée est de 10 ans.